# Tohlezkus ponticus
Tohlezkus ponticus är en skalbaggsart som beskrevs av Vít 1977. Tohlezkus ponticus ingår i släktet Tohlezkus och familjen platthöftbaggar. Inga underarter finns listade i Catalogue of Life.